# 파라그 카나

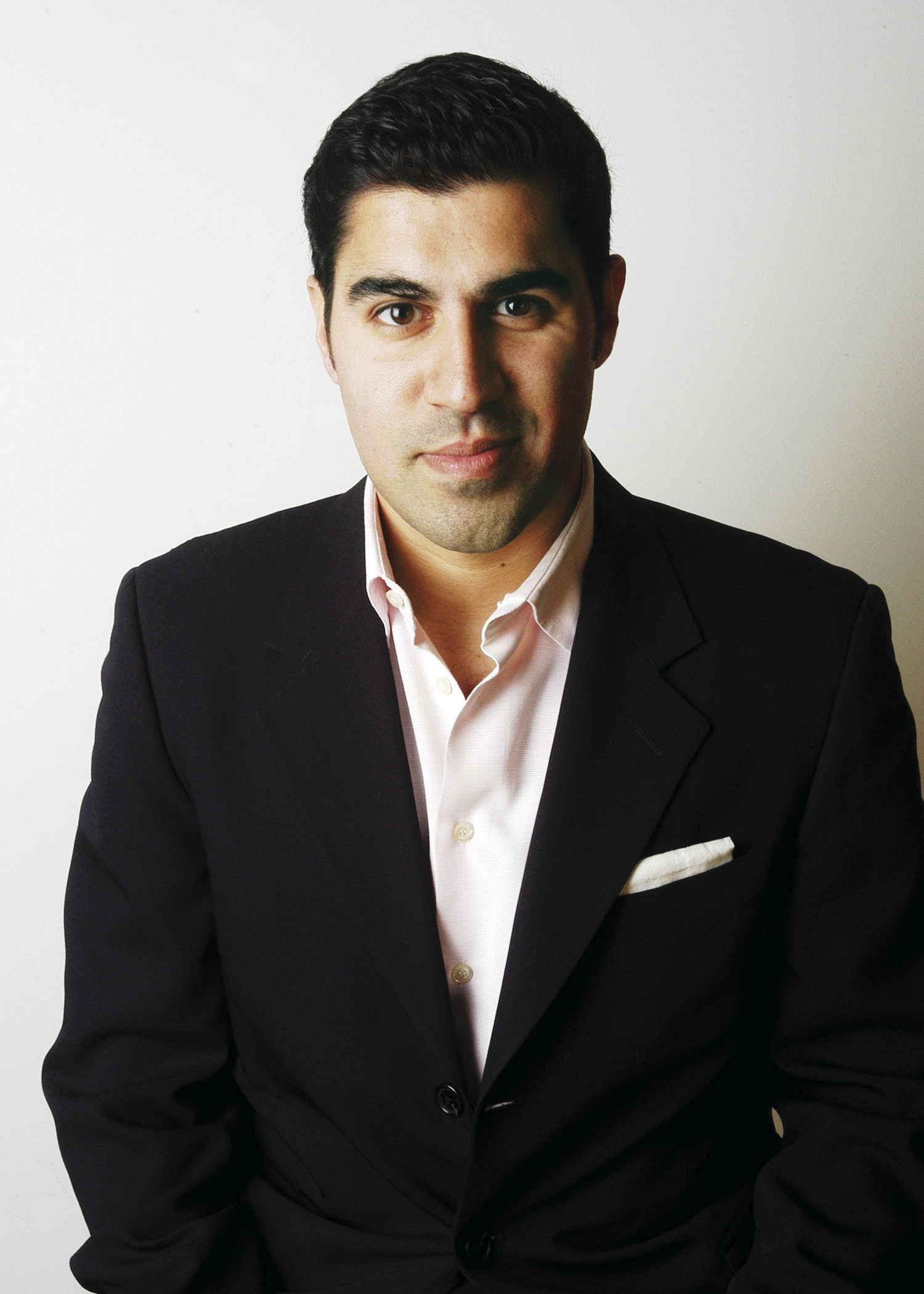

파라그 카나(Parag Khanna, 1977년 ~ , 인도)는 미국의 국제관계 전문가이다.

## 경력
- 뉴아메리카재단 선임연구원
- 유럽외교협회 선임연구원
- 왕립지리학회 회원
- 미국 외교협회 회원
- 브루킹스 연구소 연구원
- 포린폴리시 칼럼리스트

## 저서
- 파라그 카나 저. 이무열 역. 《제2세계》. 에코의서재. 2009년. ISBN 978-89-92717-15-1
- 파라그 카나 저. 고영태 역. 《커넥토그래피 혁명》. 사회평론. 2017년. ISBN 978-89-6435-939-6